# Dicaeum kuehni
Dicaeum kuehni — вид птиц из семейства цветоедовые. По другой версии это подвид Dicaeum celebicum kuehni вида Dicaeum celebicum. Эндемик одного из островов Индонезии, в границах национального парка. Для вида характерен половой диморфизм, оперение самцов и самок отличается по окрасу. Питаются птицы преимущественно фруктами.
В 2014 году Seán Kelly et al. на основании различий в ДНК и морфологии предложили считать Dicaeum kuehni не подвидом, а отдельным самостоятельным видом птиц.
Хотя ареал вида расположен в границах национального парка, там нет никакой особой охраны, в связи с чем учёные высказывают опасения относительно будущего этих птиц, учитывая уровень освоения региона человеком.